# Брик Олександр Борисович
Олександр Борисович Брик (28 квітня 1943, Кзил-Кум, Казахська РСР — 17 квітня 2021. Київ, Україна) —  учений в галузі нанофізики мінералів, біомінералогії, наномінералогії, член-кореспондент НАН України (2012). Брат Володимира Брика.

## Життєпис
У 1967 р. закінчив з відзнакою Київський політехнічний інститут.
У 1968—1970 рр. працював в Інституті надтвердих матеріалів АН УРСР., у 1970—1973 рр. — у Київському політехнічному інституті, у 1973—1974 рр. — на заводі.
Від 1974 р. працював в Інституті геохімії та фізики мінералів АН УРСР (нині — Інститут геохімії, мінералогії та рудоутворення ім. М. П. Семененка НАН України). У 1990—1996 рр. завідував лабораторією електронного парамагнітного резонансу, у 1996—1998 рр. завідував відділом радіаційної мінералогії. Від 2007 р. був завідувачем відділу фізики мінеральних структур та біомінералогії. Одночасно у 1990—1996 рр. — професор кафедри загальної фізики та фізики твердого тіла Київського політехнічного інституту.
У 1979 р. захистив кандидатську дисертацію на тему «Исследование динамических эффектов в двойном электронноядерном резонансе» в Інституті фізики АН УРСР. У 1988 р. захистив докторську дисертацію «Магнитоэлектрические эффекты в кристаллах с парамагнитными примесями».
Член-кореспондент НАН України (від 13 квітня 2012 р.).

## Наукова праця
Сфера наукових інтересів — вивчення магнітних явищ у мінералах із застосуванням методів радіоспектроскопії та магнітометрії. Спільно з І. Матяшем, В. Віхніним та С. Іщенком відкрив релаксаційний магнітоелектричний ефект, пов'язаний із впливом зовнішніх електричних полів на намагніченість парамагнітних кристалів. Під його керівництвом розроблено нові методики пошуку розсіяних наномінералів у гірських породах та інших об'єктах, що базуються на мультирезонансному поглинанні мікрохвиль сантиметрового діапазону.
Роботи Брика із співробітниками з дослідження особливих властивостей кварцу за допомогою електронного парамагнітного резонансу надали можливість оцінювати якість родовищ кварцу як сировини для виготовлення п'єзорезонаторів високої добротності. Одним із напрямів наукових досліджень було розроблення способів пошуку родовищ корисних копалин (зокрема золота та урану) за допомогою методів радіоспектроскопії структури мінералів.
Розробляв нові способи перетворення структури та магнітних властивостей оксидів і гідроксидів заліза, способи розділення рудної та нерудної компонент залізорудної сировини, що базуються на нових ідеях та принципах.
Створив нову концепцію про високомінералізовані біогенні тканини як мінерально-органічні наноасоційовані системи.
Є автором понад 450 наукових праць, у тому числі 2 монографій, понад 30 патентів та авторських свідоцтв. Серед його учнів — 2 доктори та 6 кандидатів наук.

## Вибрані праці
- О новом эффекте в ДЭЯР на удаленных ядрах // ЖЭТФ. 1976. Т. 71 (співавт.);
- Об увеличении намагниченности парамагнетика переменным электрическим полем // ЖЭТФ. 1980. Т. 79 (співавт.);
- О спиновом холодильнике для парамагнитных примесей с использованием электрических полей // Письма в ЖЭТФ. 1989. Т. 50;
- Magnetoelectric tunnel effects in paramagnets // Ferroelectrics. 1994. Vol. 161;
- New approaches to study of interaction mechanisms of an organic and mineral matte in resorbing implants // ОТП. 2002. № 1 (співавт.);
- Anomalous signals registered by EPR spectrometer in nano-scale particles of organic and mineral components of biominerals // МЖ. 2002. Т. 24.